# Osteolepiformes
Els osteolepiformes (Osteolepiformes) són un ordre de peixos sarcopterigis que van aparèixer durant el Devonià. Conté cinc famílies.

## Taxonomia
- Canowindridae
- Elpistostegidae
- Megalichthyidae
- Osteolepidae
- Tristichopteridae